# مامادو نديوكو نياس
مامادو نديوكو نياس لاعب كرة قدم موريتاني محترف لعب كمهاجم لفريق نادي الإنتاج الحربي في مصر والمنتخب الوطني الموريتاني. إنه يلعب الآن لصالح نادى المقاولون العرب.